# Илия Касъров
Илия Иванов Касъров е български общественик и просветен деятел в Македония.

## Биография
Илия Касъров е роден в Копривщица, тогава в Османската империя. През втората половина на XIX век се установява в южномакедонския град Сяр на служба при турския първенец Халил бей. Тук Касъров развива широка дейност по възраждането на българщината в града. Около 1865 година, заедно с местния търговец Константин Говедаров, стават първите ревностни последователи на Стефан Веркович в града. Около двамата се групират още няколко занаятчии с българско самосъзнание. В 1871 година в Сяр е образувана Българската църковна община по инициатива на Стефан Салгънджиев, подпомаган от Илия Касъров и Коста Златанов, като Касъров е сред членовете на първата българска община в града. В изключително трудна обстановка скоро след това Стефан Салгънджиев с помощта на Илия Касъров и Златан Миленков от Христос успява да разкрие първото българско училище в къщата на Хаджи Аргир в махалата Горна Каменица.
През май 1878 година Илия Касъров и Иван Братанов от името на Сярската община подписват Мемоара на българските църковно-училищни общини в Македония, с който се иска присъединяване на Македония към новообразуващата се българска държава.

По думите на Васил Кънчов, Касъров е 
| „ | ...разпален ревнител на българската книга. | “ |